# Enrique de Ossó y Cervelló
Enrique de Ossó y Cervelló (katalánsky: Enric d'Ossó i Cervelló, 16. října 1840, Vinebre – 27. ledna 1896, Gilet) byl španělský římskokatolický kněz, zakladatel Společnosti svaté Terezie od Ježíše. Katolická církev jej uctívá jako světce.

## Život

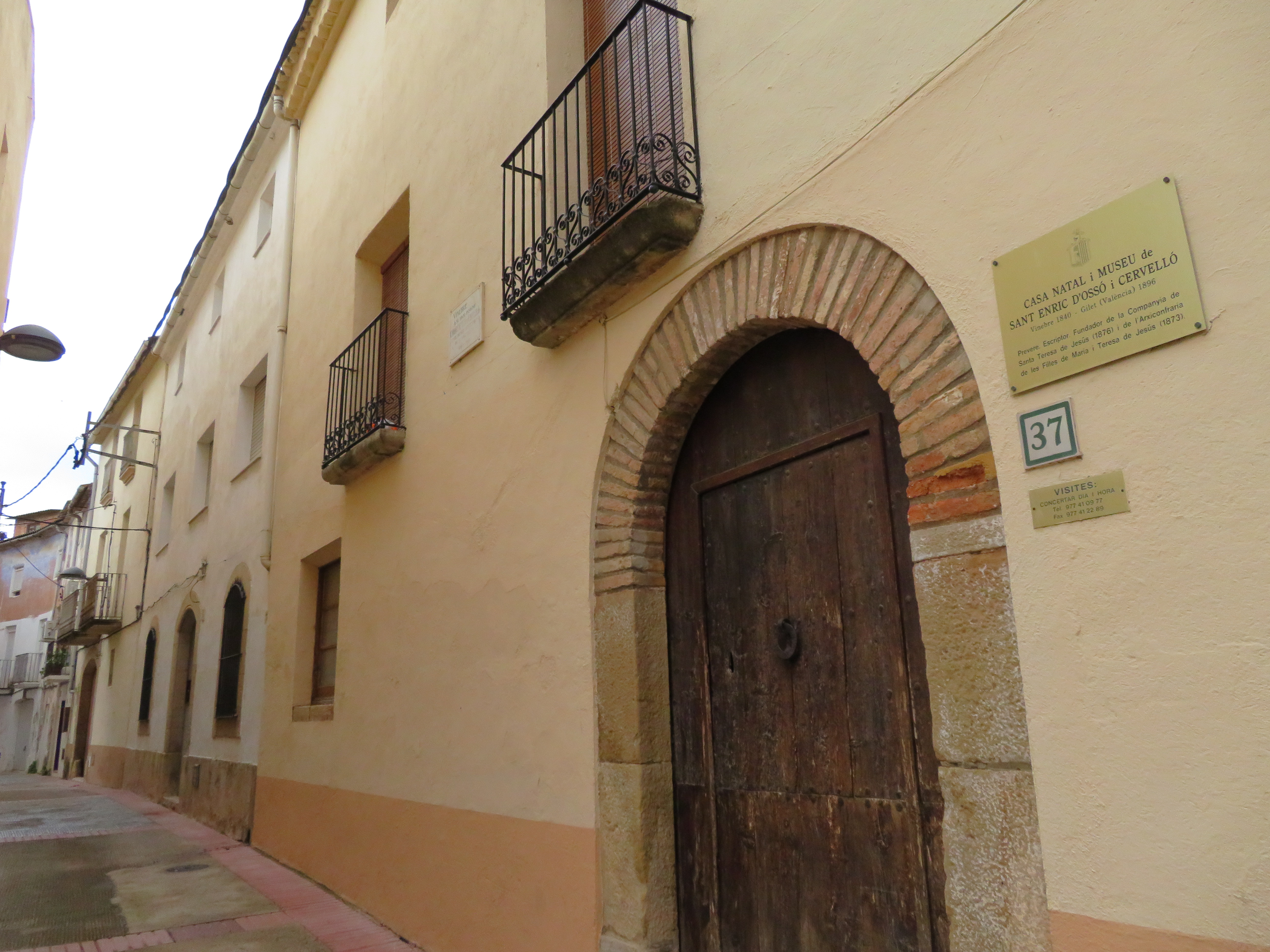
Jeho rodiště a muzeum ve Vinebre

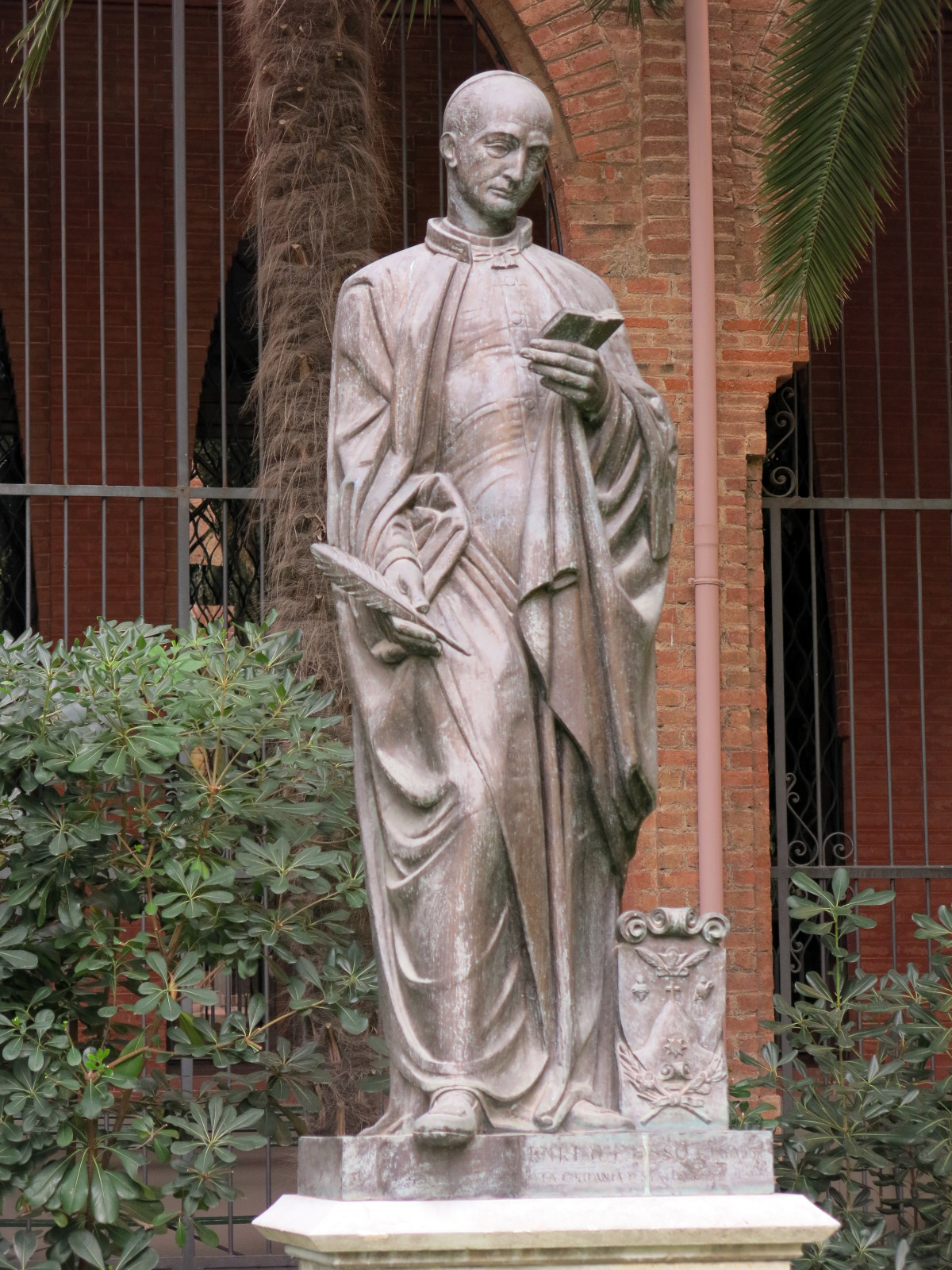
Jeho socha v areálu Colegio Teresiano v Barceloně

Narodil se dne 16. října 1840 v obci Vinebre jako poslední ze tří dětí bohatým farmářům Jaimeu de Ossó a Micaele Cervelló. Syn jeho bratra Jaimeho byl Lluís de Ossó, který je známý jako spoluzakladatel fotbalového klubu FC Barcelona.
Jeho otec byl proti tomu, aby byl knězem (zatímco jeho matka ho v tom podporovala), a proto ho v roce 1852 poslal, aby se stal učedníkem v textilním obchodě v Quintu. Řemeslu se poté naučil od strýce, který se o něj staral. Zde však vážně onemocněl do té míry, že první svaté přijímání mu bylo podáno jako viaticum. Přesto se ale uzdravil.
Nějaký čas po smrti své matky v roce 1854 během vypuknutí cholery pobýval na Montserratu. Když se vrátil domů, jeho otec pochopil jeho touhu a tak se podvolil synovým přáním a souhlasil s tím, že se stane knězem. S otcovým souhlasem započal roku 1854 studium na kněžství. Studoval teologii v Barceloně, kde se stal podjáhnem a později studoval na Tortose, než byl 21. září 1867 vysvěcen na kněze. Během svých studií byl spolužákem bl. Manuela Dominga y Sola. Svoji primiční mši svatou složil na Montserratu dne 6. října 1867. Poté vyučoval matematiku seminaristy v Tortose. V té době se inspiroval životem a dílem sv. Terezie od Ježíše.
V roce 1873 založil Sdružení mladých katolických dcer Marie a svaté Terezy od Ježíše. Stal se aktivním jako katecheta a za tímto účelem napsal různé spisy a publikace, včetně jednoho určeného dětem. V roce 1871 zahájil vydávání týdeníku El amigo del pueblo („Přítel lidu“), který byl následující rok antikatolickou vládou potlačen, ale ihned po něm následoval měsíčník „Tereziánský přehled“ (1872). Jeho ředitelem zůstal až do své smrti. Mnoho svých publikací také zaměřil na ženy.
Dne 23. června 1876 založil s pomocí Teresy Blanch ženskou řeholní kongregaci, pojmenovanou jako Společnost svaté Terezie od Ježíše, určenou pro vzdělávání žen. Za jeho života se kongregace rozšířila do Portugalska, Mexika a Uruguaye. Ocenil vydání encykliky Rerum novarum papežem Lvem XIII. roku 1881 pro její důraz na sociální nauku církve. Zabýval se také obnovou klášterů, které byly zrušeny španělskou vládou nepřátelskou k náboženství.
Jeho pozdější roky byly těžké, sužované neúspěchy, nedorozuměními s představenými a nemocemi. Zemřel na náhlou mrtvici dne 27. ledna 1896 ve františkánském klášteře Ducha svatého v Giletu. Jeho ostatky byly v červenci roku 1908 přeneseny do kaple řeholního domu jím založené kongregace v Tortose.

## Úcta
Jeho beatifikační proces započal dne 15. července 1965, čímž obdržel titul služebník Boží. Dne 15. května 1976 jej papež sv. Pavel VI. podepsáním dekretu o jeho hrdinských ctnostech prohlásil za ctihodného. Dne 10. května 1979 byl uznán první zázrak na jeho přímluvu, potřebný pro jeho blahořečení.
Blahořečen pak byl dne 14. října 1979 v bazilice sv. Petra papežem sv. Janem Pavlem II. Dne 21. prosince 1992 byl uznán druhý zázrak na jeho přímluvu, potřebný pro jeho svatořečení. Svatořečen pak byl dne 16. června 1993 na Plaza de Colón v Madridu papežem sv. Janem Pavlem II.
Jeho památka je připomínána 27. ledna. Bývá zobrazován v kněžském oděvu.